# Pedagogium Lwowskie
Pedagogium Lwowskie (właśc. Zakład dla Kształcenia Nauczycieli Religii Mojżeszowej we Lwowie) – żydowskie studium nauczycielskie, utworzone w 1902 we Lwowie.
Szkoła powstała z inicjatywy gminy żydowskiej i lwowskiej synagogi postępowej Tempel. 
Dyrektorem był Mieczysław Ziemnowicz. W szkole wykładali m.in. Mojżesz Schorr i Majer Bałaban.